# Liczba Damköhlera
Liczba Damköhlera – liczba podobieństwa używana często w procesach przepływów reaktywnych. Wskazuje jak bardzo istotne, w stosunku do transportu adwekcyjnego, są reakcje chemiczne:
{\displaystyle Da={\frac {\tau _{a}}{\tau _{r}}},}
gdzie:
{\displaystyle \tau _{a}} – czas charakterystyczny dla procesu adwekcji (czasem nazywanej konwekcją),
{\displaystyle \tau _{r}} – czas charakterystyczny dla zachodzących reakcji chemicznych.